# Khoisan
Khoisan – grupa ludów z Afryki Południowej, wyodrębniona na podstawie kryterium lingwistycznego – ludy te posługują się językami khoisan. Do grupy tej zalicza się m.in. Buszmenów, Hotentotów, Sandawe, Damara i Hadzapi, żyjących na rozległych obszarach RPA, Lesotho, Eswatini, Mozambiku, Namibii, Angoli, Botswany i Zimbabwe, a także w środkowej Tanzanii. 